# Maissemy
Maissemy település Franciaországban, Aisne megyében. Lakosainak száma 233 fő (2022. január 1.). Maissemy Gricourt, Holnon, Pontru, Vendelles, Le Verguier és Vermand községekkel határos.

## Népesség
A település népességének változása:
| Lakosok száma | 213  | 174  | 157  | 234  | 245  | 245  | 239  | 236  | 235  | 233  |
|               | 1968 | 1982 | 1990 | 2006 | 2013 | 2015 | 2017 | 2019 | 2020 | 2022 |